# Gran teatro di Shanghai
Il Gran teatro di Shanghai (in cinese semplificato: 上海 大 剧院; in cinese tradizionale: 上海 大 劇院; pinyin: Shànghǎi dà jùyuàn) è uno teatro polifunzionale situato a Shanghai in Cina.
Progettato dall'architetto francese Jean-Marie Charpentier insieme Istituto di progettazione architettonica della Cina orientale, dalla sua apertura avvenuta il 27 agosto 1998 ha messo in scena oltre 6 000 spettacoli di opere, musical, balletti, concerti e varie opere cinesi. Il complesso si trova all'incrocio tra Central Boulevard e Huangpi Road South nel distretto di Huangpu a Shanghai. L'edificio ospita la sede della Shanghai Opera House Company.